# Lus e Sent Sauvaire
Lus e Sent Sauvaire (en francès Luz-Saint-Sauveur) és un municipi francès situat al departament dels Alts Pirineus i a la regió d'Occitània.

## Fills il·lustres
- Christian Barnekow (1837-1913), compositor musical.

## Demografia
| 1962                                       | 1968  | 1975  | 1982  | 1990  | 1999  | 2007 |
| ------------------------------------------ | ----- | ----- | ----- | ----- | ----- | ---- |
| 969                                        | 1.104 | 1.040 | 1.159 | 1.173 | 1.098 | 1083 |
| Des de 1962: població sense dobles comptes |       |       |       |       |       |      |

## Administració
| Període   | Identitat       | Partit |
| --------- | --------------- | ------ |
| 1945-1965 | Eugéne Lons     |        |
| 1965-1977 | Pierre Foyer    |        |
| 1977-2005 | Claude Massoure | PS     |
| 2005-     | Alain Lescoules | PS     |

## Agermanaments
- Bastia Umbra
- Höchberg